# Kimsooja
Kimsooja (1957, Daegu, Corea del Sur) es una artista especializada en el videoarte y la imagen en movimiento. Es una de las artistas coreanas más reconocidas en el panorama artístico internacional. Conocida internacionalmente como Kimsooja, su nombre original es Soo-ja Kim.
Su obra ha sido expuesta en Asia, Norteamérica y Europa. En 2013 su obra Kimsooja, To Breathe: Bottari representó al Pabellón de Corea en la 55 Bienal de Venecia.
En sus trabajos la artista aborda "el nomadismo, la relación entre el yo y el otro, los roles de la mujer en el mundo y la importancia del ser humano en el mundo caótico actual". Se le conoce popularmente como "la artista del bottari"  por sus trabajos relacionados con los tradicionales fardos de colores típicos de las comunidades nómadas de su país. También recibe el sobrenombre de "mujer aguja", en relación con el título de una de sus videocreaciones, "A Needle Woman", en el que la artista asume el papel metafórico de una aguja que "trasciende culturas, geografías, e incluso el tiempo en un acto de profunda autoafirmación que cuestiona la conducta humana básica, al tiempo que cose esos elementos aparentemente irreconciliables de la vida".
Su último trabajo, aún en desarrollo, es la serie de videos titulada Thread Routes. Otras videocreaciones que conforman su carrera y a las que la artista ha decidido no poner cierre son Bottari - Unfolded (1997 - en la actualidad), An Album: Video Portraits Project (2004 - en la actualidad) y The House Project (2008 - en la actualidad).

## Cambio de nombre
La artista decidió adoptar Kimsooja como apodo tras abrir su página web en 2003 para mostrar su trabajo. Previamente ella había usado su nombre original Kim Sooja, pero aquellos en el mundo internacional del arte poco familiarizados con la cultura coreana se dirigían a ella como Kim, que en realidad es su apellido o nombre de familia.
En Action One: "A One-Word Name Is An Anarchist's Name" (Acción Uno: "Un nombre de una sola palabra es un nombre de anarquista", en inglés), la primera publicación de su web, la propia artista explica que la principal motivación para renunciar a su nombre original reside en su deseo de liberarse del significado implícito que los nombres y apellidos tienen en su país, Corea del Sur: "Un nombre de una sola palabra niega la identidad de género, el estado civil, la identidad sociopolítica o cultural y geográfica, al no separar el apellido y el primer nombre".

## Obra
Durante una residencia en el MoMA PS1 de 1992-1993, Kimsooja inició una serie de instalaciones que encuentran su origen en el espectro de colores de Corea (Obangsaek), que puede ser interpretado en su trabajo como una alusión a la limitación de las actividades asociadas a la femineidad. 
En 1992 la artista realizó una instalación deductiva expuesta el MoMA PS1, en la cual insertó pequeños trozos de tela entre los resquicios y recovecos de una de las paredes de ladrillo del museo. La instalación tuvo a su vez una contraparte escultórica, compuesta de objetos cotidianos envueltos en tela de bottari tales como un estante, el marco de una puerta, una percha, una sierra, un carrete, una pala, o una escalera.

### A Needle Woman

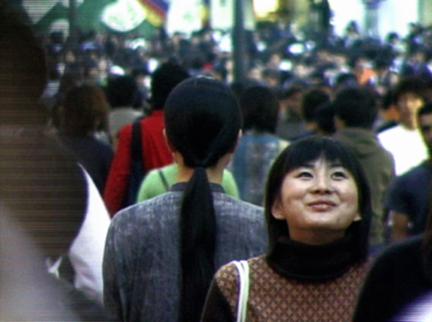
Kimsooja, A Needle Woman, 1999.

En 1999, Kimsooja presentó su obra más emblemática: A Needle Woman (Mujer Aguja, en inglés), video estrenado en el CCA Kitakyushu, desarrollado en ediciones posteriores como una proyección de vídeo multicanal. En Mujer Aguja la artista se ve de espaldas a la cámara, siempre con la misma ropa y de pie, en las metrópolis de Tokio, Shanghái, Delhi, Nueva York, Ciudad de México, El Cairo, Lagos, Londres, Patan y Nepal (1999-2001), y en una segunda serie de performances en La Habana, Yamena (Chad), Río de Janeiro, Saná (Yemen) y Jerusalén (2005). Algunas de las regiones visitadas para este proyecto son lugares de violencia, desesperación y conflictos irresueltos, confiriendo a la aguja la función metafórica de un instrumento de curación.
En To Breathe: A Mirror Woman ("Respirar: Mujer Espejo", en inglés), una instalación site-specific desarrollada para el Palacio de Cristal del Retiro de Madrid en 2006, Kimsooja cubrió completamente el suelo del Palacio con una superficie espejada. La cúpula de vidrio del palacio fue laminada con una película transparente que descompone el espectro visible en los diferentes colores que lo constituyen. El palacio fue asimismo inundado del sonido de la respiración de la artista.
En A Laundry Woman (Mujer Lavandería, en inglés, 2000), una obra performática grabada en India, Kimsooja se ve inmóvil, de pie frente a un río en el que flotan escombros.
Tanto A Needle Woman como A Laundry Woman ponen de manifiesto la visión de la artista en cuanto al no-hacer y a la ausencia de movimiento como práctica artística, otorgando a la acción de la inmovilidad la virtud de subvertir la percepción linear del tiempo y del espacio del espectador. La primera versión de Mujer Aguja muestra a la artista dispuesta horizontalmente sobre una roca e instituye a la naturaleza y a la orientación espacial como temas centrales de la práctica de la artista, ya presentes en el uso del espectro cromático coreano (Obangsaek), en el que cada color representa un punto cardinal de la tradición coreana.
En A Mirror Woman: The Sun and The Moon (Mujer Aguja: el Sol y la Luna, en inglés), encargado por la Shiseido Art Foundation en 2008, Kimsooja filmó al sol ponerse y a la luna salir en la playa de Goa (India). Posteriormente solapó a las grabaciones digitalmente, dando lugar a un eclipse que ambos astros se fusionan.
En Earth - Water - Fire - Air (Tierra - Agua - Fuego - Aire, en inglés) una proyección de video multicanal estrenada en el Encuentro Bienal Lanzarote de 2009, en España, la fusión de elementos básicos fue capturada en vivo por la artista en la isla de Lanzarote (islas Canarias), Guatemala y Groenlandia. Aquí el concepto de fusión se enriquece con las ideas desarrolladas en experimentos con la inmovilidad anteriores; sin dejar de encarnar, en el vaivén propio del movimiento realizado al coser, las dicotomías permanente/transitorio y horizontal/vertical características de su práctica artística.

### Thread Routes (2010 - presente)

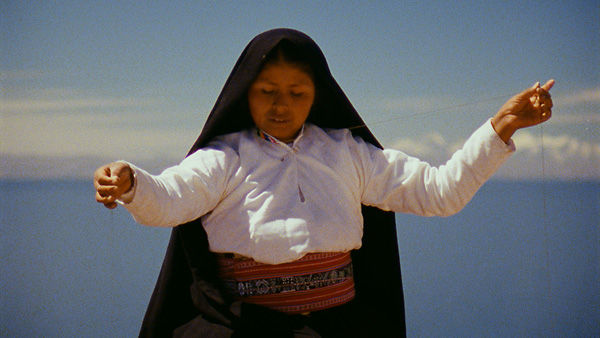
Kimsooja, Thread Routes, Episodio 1, fotograma, 2010.

Thread Routes (Las rutas del hilo, en inglés) es el primer proyecto en 16 milímetros de Kimsooja. Se trata de una serie de videocreaciones que documentan la cultura textil de diferentes pueblos y regiones del mundo. El objetivo de la artista es "mostrar cómo la cultura textil de una región está relacionada con su historia indígena y la de las personas que la habitan, mediante la exploración del repetitivo y simple acto de coser y tejer". El formato se ciñe de forma estricta al uso de la imagen, sin narración y sin música, si bien la artista sí cuenta con el sonido ambiental de los lugares en los que graba. 
La artista comenzó la serie en 2010 y tiene previsto realizar seis capítulos. De ellos, hasta la fecha, ha elaborado cuatro. El primero, de 2010, está localizado en los alrededores de Machu Picchu en Perú y dura 29:31 minutos. El segundo, de 2011, transcurre en varias regiones y enclaves europeos, como el Duomo de Milán, el Osario de Sedlec y la Alhambra de Granada, y dura 23:40 minutos. El tercero se desarrolla en la India, dura 16:34 minutos y retrata a las comunidades nómadas en contraste con los enclaves arqueológicos de Ahmedabad y Gujara. El cuarto capítulo, el último realizado hasta la fecha, fue rodado en China, donde Kimsooja documentó las técnicas tradicionales de tejido y teñido de prendas de vestir del pueblo miao, en las provincias de Guizhou, Hainan y Yunnan. Dichas prácticas son retratadas junto a la fabricación de elaborados adornos de plata y de papel, así como de las antiguas estructuras de vivienda de Fujian, las terrazas de arroz de Yunnan y los paisajes de Guizhou y Hainan.
Los dos capítulos en fase de producción versarán sobre las tribus indígenas de Norteamérica y de África. Kimsooja concibe Thread Routes como un proyecto "paralelo" a los trabajos que ha hecho "desde principios de los 80", definiéndolo como un "poema visual" y una "antropología visual".

### Trabajos site-specific

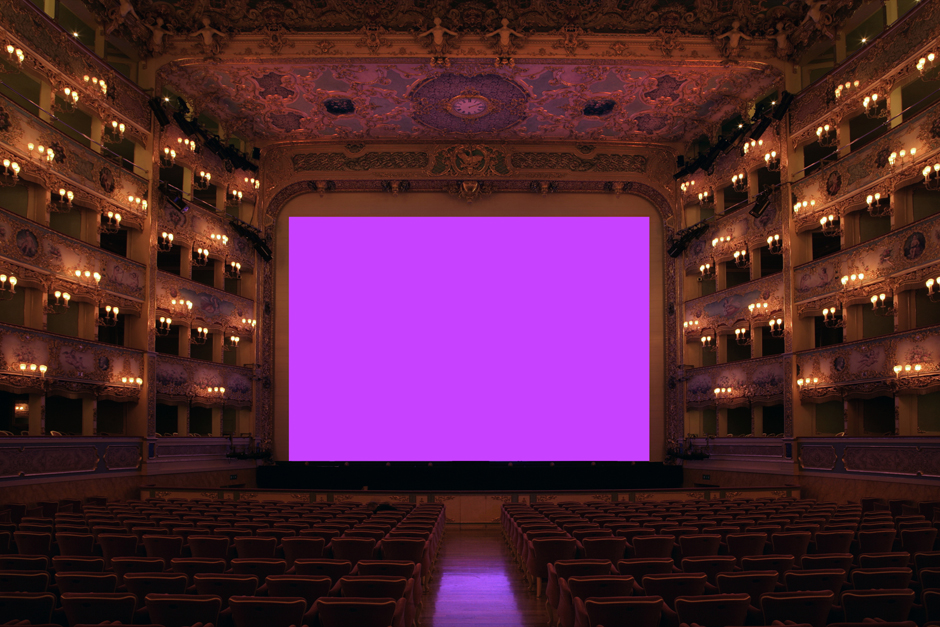
Kimsooja, To Breathe: Invisible Mirror / Invisible Needle, 2006.

Kimsooja, To Breathe: Bottari, Pabellón de Corea en la 55 Bienal de Venecia, 2013.

A Lighthouse Woman (Mujer Faro, 2002) fue una instalación site-specific en la cual Kimsooja se sirvió de la luz, el color y el sonido para transformar un faro abandonado en Morris Island (Charleston, Carolina del Sur, Estados Unidos), para la edición de 2002 del Festival de Spoleto. A Lighthouse Woman inauguró una serie de trabajos que la artista concibió como proyectos conmemorativos, incluyendo Sewing Into Walking - Dedicated to the victims of Kwangju (Cosiendo Hacia el Caminar - Dedicado a las víctimas de Kwangju, 1995),  Panted Names (Nombres Plantados, 2002), Mandala: Chant for Auschwitz (Mandala: canto para Auschwitz, 2010), y A Mirror Woman: The Ground of Nowhere (Mujer Espejo: El Suelo de Ningún Lugar, 2003). También conmemorativo fue An Album: Hudson Guild (Un Álbum: el Gremio de Hudson, 2009), un proyecto audiovisual creado en colaboración con el Centro para Jubilados del Gremio de Hudson en Chelsea, Nueva York.
En To Breathe: Invisible mirror/Invisible Needle (Respirar: Espejo Invisible/Aguja Invisible), estrenado en La Fenice de Venecia en 2006,  Kimsooja proyectó durante nueve minutos un espectro cromático que iluminó por completo el escenario del teatro. La obra sonora de cinco canales titulada The Weaving Factory” (“La Fábrica de Tejidos, 2004) acompañó a la proyección configurando una alternancia de inhalaciones y exhalaciones decreciente en agilidad con el desarrollo del espectro cromático.
Para Lotus: Zone of Zero (Loto: Zona de Cero), una instalación site-specific presentada por primera vez en el Palais Rameau de Lille (Francia), la artista colgó seis hileras de círculos concéntricos conformada por 384 linternas con forma de flor de loto. Seis altoparlantes alilneados en torno al conjunto de linternas reproducían cantos gregorianos, música tibetana y cantos islámicos, haciendo eco a través de la habitación, convergiendo un centro hueco. Según Kimsooja, el reino del Cero, en el cual diferentes religiones forman una unión harmoniosa que se traduce en un espacio de meditación y contemplación. La gran cantidad de linternas colgantes tuvo como objeto empequeñecer al espectador, recordándole su relación con la comunidad. Kimsooja realizó esta obra en respuesta a la guerra de Irak, con la intención de propiciar un espacio en que personas de distintas culturas y religiones pudiesen coexistir harmoniosamente.
En 2013 Kimsooja representó a Corea en la 55.ª Bienal de Venecia.  Para la obra titulada To Breathe: Bottari (Respirar: Bottari), Kimsooja envolvió el interior del pabellón nacional con una película translúcida que descompone la luz solar, inundando la estructura de la edificación con espectros lumínicos. Su obra The Weaving Factory también llenó el edificio con el sonido de la respiración de la artista. Este juego entre luz y sonido fue desarrollado en  To Breathe: Blackout (Respirar: Desmayo, 2013), una cámara anecóica en que el espectador es sometido a la oscuridad total, desprovisto de todo sonido a excepción del producido por su propio cuerpo.
Otros encargos públicos importantes incluyen A Needle Woman: Galaxy was a Memory, Earth is a Souvenir (Mujer Aguja: la Galaxia era un Recuerdo, La Tierra es un Suvenir, 2014), una escultura monumental de 14 metros de alto, encargada por la Bienal del Consejo de Arte de Cornell University, e instalada en dicha universidad; ; Mandala: Zone of Zero (Mandala: zona de cero), estrenada en el marco de The Project in New York City en 2003, compuesta del sonido de cantos tibetanos, gregorianos e islámicos reproducidos por un altoparlante con forma de blanco.

## Exhibiciones (selección)
- Kimsooja, To Breathe, Centre Pompidou Metz, 2016
- Kimsooja, Thread Routes, Guggenheim Bilbao, 2015.
- Kimsooja, To Breathe: Bottari, Pabellón coreano, 55.ª Bienal de Venecia, Venecia, Italia, 2013.
- Kimsooja / Unfolding, Vancouver Art Gallery, Vancouver, Canadá, 2013.
- Kimsooja, Mumbai: A Laundry Field, Iglesia Feldkirch, coorganizado por el Kunstmuseum Lichtenstein, Lichtenstein, 2010.
- A Needle Woman - París, Hôtel De Ville Paris, encargado por Nuit Blanche, París, Francia, 2009.
- Black Box: Kimsooja, Hirshhorn Museum and Sculpture Garden, Washington D. C., Estados Unidos, 2008.
- Kimsooja, To Breathe - A Mirror Woman, instalación site-specific en el Palacio de Cristal del Retiro, encargado por el Museo Nacional Centro de Arte Reina Sofía, Madrid, España, 2006.
- Kimsooja, To Breathe / Respirare, instalación site-Specific en el teatro de La Fenice, conjuntamente con una exhibición personal en la Fondazione Bevilacqua la Masa, Venecia, Italia, 2006.
- Kimsooja, To Breathe: Invisible Mirror / Invisible Needle, Theatre Chatelet, encargo de Nuit Blanche París, Francia, 2006.
- Kimsooja, A Wind Woman, The Project, New York, Estados Unidos, 2006.
- Kimsooja, A Wind Woman, Peter Blum Gallery, Chelsea, New York, 2006.
- Kimsooja, Conditions of Humanity, exposición personal itinerante, Museum Kunst Palast, Düsseldorf, Alemania; Padiglione d'Arte Contemporanea, PAC, Milán, Italia; Museo de Arte Contemporáneo de Lyon, Francia, 2004.
- Kimsooja, A Laundry Woman, Kunsthalle, Viena, Austria, 2002.
- Kimsooja, A Needle Woman, Centro de Arte Contemporáneo P.S.1 / MoMA, New York, Estados Unidos, 2001.
- Kimsooja, A Needle Woman, Kunsthalle, Bern, Suiza 2001.
- Kimsooja, Bottari, Sprengel Museum, Hanover, Alemania, 2001.
- Kimsooja, A Needle Woman, ICC, Tokio, Japón, 2000.

## Premios, becas y encargos (selección)
- A Needle Woman: Galaxy was a Memory, Earth is a Souvenir, encargado por la CCA con ocasión de la primera Bienal de la Cornell University Biennale Ithaca, New York, 2014.
- John Simon Guggenheim Memorial Foundation Fellowship, 2014.
- Becaria del New York State Council on the Arts, New York An Album: Hudson Guild encargado por More Art, New York, 2009.
- A Needle Woman - Paris, Hôtel De Ville Paris, encargado por Nuit Blanche, París, Francia, 2009.
- Becaria del New York State Council of the Arts, An Album: Hudson Guild, encargado por More Art, New York, 2009.
- Musée d'Art Contemporain du Val-de-Marne, 2008.
- Kimsooja, To Breathe: Invisible Mirror / Invisible Needle, Theatre Chatelet, encargado por la Nuit Blanche Paris, Francia, 2006.
- Fundación Coreana para el Arte y la Cultura, Seúl, Always a Little Further, 51.ª Bienal de Venecia, Arsenale, Venecia, 2005.
- Premio de la Fundación Anonymous Was A Woman, New York, Premio Artist of the American Art, Whitney Museum of America, patrocinado por Cartier Co., New York, 2002.
- Fundación Coreana para el Arte y la Cultura, Seúl, Premio a la mejor exhibición del año 2000, por la exhibición personal A Needle Woman – A Woman Who Weaves the World, Galería Rodin, Museo de Arte Samsung, Seúl, 2001.
- Premio de la Paradise Culture Foundation, Seúl, 2000.
- Residencia, World Views – en el World Trade Center, New York, entregado por el Consejo Cultural de Lower Manhattanl, New York, 1998.
- Residencia, PS1 Centro de Arte Contemporáneo, New York, 1992–93.
- 11.º Premio Suk-Nam a las Bellas Artes, Seúl, 1992.
- Premio de la Fundación Cultural Song-Un, Seúl, 1991.

## Bienales y trienales (selección)
- Inhabiting the World - Bienal de Busan 2014, Busan, Corea del Sur, 2014.
- Intimate Cosmologies: The Aesthetics of Scale in an Age of Nanotechnology. Primera Bienal de Cornell University en Ithaca, Nueva York, Estados Unidos, 2014.
- Bienal Internacional de Arte Contemporáneo de Cartagena de indias, Colombia, 2014.
- 55.ª Bienal de Venecia, Pabellón de Corea, 2013.
- "ROUNDTABLE", 9.ª Bienal de Kwangju, Corea, 2012.
- Más allá de las Meditaciones, Bienal de Poznan, Zamek Art Center, Poznan, Polonia, 2010.
- "Dress Codes", Tercera Trienal ICP de Fotografía y Video, International Center for Photography, Nueva York, Estados Unidos, 2009.
- "Contra la Exclusión" - 3.ª Bienal de Moscú, The Garage, Moscú, Rusia, 2009.
- 4.ª Trienal de Arte Asiático de Fukuoka, 2009.
- Always a Little Further, 51.ª Bienal de Venecia, Arsenale, Venecia, Italia, 2005.
- Décima Bienal de Imágenes en Movimiento, Ginebra, Suiza, 2003.
- "Ciudad Ideal - Solares", 2.ª Bienal de Valencia, Valencia, 2003.
- 71.ª Bienal Whitney, Central Park, Whitney Museum of American Art, Nueva York York, Estados Unidos, 2002.
- Primera Bienal de Busan, Museo Metropolitano, Busan, Corea del Sur, 2002.
- "Compartiendo Exotismo", 5.ª Bienal de Lyon, Halle Tony Garnier, Lyon, Francia, 2000.
- "D'APERTutto", 48.ª Bienal de Venecia, 1999.
- 24.ª Bienal de São Paulo, São Paulo, Brasil, 1998.
- Manifesta 1, Róterdam, Países Bajos, 1996.
- 1.ª Bienal de KwangJu, KwangJu, Corea del Sur, 1995.